# The Time, the Place and the Girl
The Time, the Place and the Girl (bra Um Sonho e Uma Canção) é um filme norte-americano de 1946, do gênero comédia romântico-musical, dirigido por David Butler e estrelado por Dennis Morgan e Jack Carson.
Dennis Morgan e Jack Carson tornam-se os Bing Crosby e Bob Hope da Warner Bros., em mais um musical do tipo "vamos-montar-um-show", tão comuns naqueles tempos.
A canção "A Gal in Calico", de Arthur Schwartz e Leo Robin, foi indicada ao Oscar.

## Sinopse
Steven Ross e Jeff Howard são proprietários de um nightclub e desejam montar um espetáculo, no que são auxiliados por Victoria Cassel. As dificuldades são muitas.

## Premiações
| Patrocinador                                  | Prêmio | Categoria              | Situação                    |
| --------------------------------------------- | ------ | ---------------------- | --------------------------- |
| Academia de Artes e Ciências Cinematográficas | Oscar  | Melhor canção original | Indicado[carece de fontes?] |

## Elenco
| Ator/Atriz     | Personagem       |
| -------------- | ---------------- |
| Dennis Morgan  | Steven Ross      |
| Jack Carson    | Jeff Howard      |
| Janis Paige    | Sue Jackson      |
| Martha Vickers | Victoria Cassel  |
| S. Z. Sakall   | Ladislaus Cassel |
| Alan Hale      | John Braden      |
| Angela Greene  | Elaine Winters   |
| Donald Woods   | Martin Drew      |
| Florence Bates | Lucia Cassel     |